# Circo Social
Circo Social refere-se ao crescente movimento do uso das artes circenses como meios para a justiça social e o bem social de jovens e crianças. Utiliza ferramentas pedagógicas alternativas para trabalhar com jovens marginalizados ou em risco social ou pessoal.

## Finalidade
Através da abordagem dinâmica da arte-educação, o "Circo Social", procura expandir as oportunidades e ensinar habilidades valiosas para marginalizadas da juventude. O Circo Social "reconhece e valoriza o papel da arte e da cultura como agentes poderosos na educação de jovens em situação de risco, produção de conhecimento, e promovendo o intercâmbio de ideias e experiências, impactando na sociedade e nos órgãos públicos responsáveis pela educação da juventude."
Com um treinamento rigoroso, interpessoal, o diálogo e a expressão, e a aquisição de objetivos, através de dedicação, o circo social tem a capacidade de alterar a vida de jovens em situação de risco. A autonomia, a solidariedade, a autoestima, comunicação e adaptabilidade são algumas das habilidades aprendidas e praticadas.
Enquanto uma carreira no circo é um possível futuro para os jovens que participam do circo social, essa não é a finalidade. Em vez disso, o objetivo é aumentar a auto-consciência, a individualidade e a unidade coletiva, auto-disciplina e muitos outros valores por meio de uma alternativa pedagógica, a fim de transformar a visão e capacidades dos jovens em situação de risco.

## Metodologia
O Circo Social se deve muito do seu uso, e o sucesso de suas raízes na educação pelas artes. A expressão artística, muitas vezes, permite o reconhecimento das emoções e a sua articulação, porque a arte é uma linguagem própria. A arte cria uma base para uma maior compreensão de novas experiências, muitas vezes não é alcançado através de uma simples tradução verbal de conceitos que não estão ligados às emoções do indivíduo. Com base nas artes circenses, o circo social tem a capacidade de trazer uma transformação pessoal em o artista e o espectador.
Outra característica do circo social é sua universalidade e acessibilidade. Cada pessoa, de acordo com suas habilidades, é capaz de realizar seu próprio potencial através da ampla gama de atividades que o circo oferece: pode-se participar de malabarismo,trapézio, acrobacias,contorcionismo, palhaçadas, magica, equilíbrio, etc. Assim, ela que não tem a flexibilidade necessária para ser um contorcionista pode encontrar refúgio em atos de equilíbrio; Aquele que não tem a capacidade de fazer trapézio, pode atuar e ser um palhaço; alguém que não se interessa pelas atividades físicas tem a oportunidade de trabalhar com o set, iluminação ou figurino. Além disso, o circo social carece de barreiras à entrada: não é preciso saber ler e escrever para participar. Muitas vezes, os jovens já desenvolveram habilidades em dança, canto e percussão - atividades que, geralmente não valorizadas, ganham importância no circo social. Essas características inclusivas contribuem para o sucesso do circo social atraindo jovens de todas as origens, garantindo a participação e o acesso.
As demandas e necessidades de artes circenses dão origem a uma transformação pessoal. Auto-disciplina é um requisito absoluto com a prática constante, dificuldades diárias e os riscos físicos que caracterizam o circo social. Os jovens aprendem a superar esses desafios, com seus próprios esforços, e assim descobrir que eles são capazes e valioso. O circo social permite a jovens em risco a realizar o seu próprio potencial, através dos desafios que o circo traz, fazendo-os se sentir realizado. Ao descobrir que eles são capazes e inteligentes, eles começam a desconstruir paradigmas que eles originalmente pensado para ser verdade. Por exemplo, a juventude Brasileira reavalia o que normalmente se acredita que todo mundo que mora na favela é estúpido, que todas as crianças de rua não têm um propósito ou futuro, etc. Essas crenças acabam se tornando uma barreira para o auto-desenvolvimento dos jovens, e atividades circenses deixá-los quebrar esses paradigmas.
A estrutura e as características do circo permite que os jovens, possam discutir e exercer o pensamento livre, muitas vezes sob o pretexto de tecnicismos circenses. Relações sociais e, geralmente, tabus; mas relevantes tópicos são discutidos, tais como sexualidade, gênero, inclusão, preconceito e discriminação. Tal debate e discussão expande perspectiva dos jovens ao aumentar a sua confiança, a tolerância e o conhecimento.

### O Círculo
A Roda, ou Círculo, é parte integrante do circo social. Refere-se à hora agendada, em que os alunos e os líderes do circo social se reúnem para uma discussão sobre o estado, sucessos e problemas do circo. O Círculo do ritual e da forma física encarnar um momento de cumplicidade, em que todos estão em harmonia, pensar juntos, embora de forma diferente, sobre soluções, caminhos e opções para as perguntas e desafios diários.
Esta reflexão da juventude representa o direito de todos falarem, discordarem, expressarem opiniões e contribuírem. O diálogo do Círculo é essencial ao método pedagógico do Circo Social, pois contribui para a composição de uma educação liberal, crítica e democrática.
Ao participar do Círculo, os jovens participantes desenvolvem uma consciências nascida através da escuta de outras opiniões e pensamentos e através da articulação dos seus próprios. Reflexão, diálogo e comunicação são elementos que permitem aos jovens levar em conta seu lugar no mundo, decisões, erros e perguntas. Tal análise pessoal tem implicações diretas para o desenvolvimento da realidade do jovem e até mesmo sua percepção da realidade. Eles aprendem a coexistir de maneira pacífica, construtiva e respeitável e, ao fazê-lo, implementam esse comportamento em suas vidas diárias.
O Círculo dá aos jovens a oportunidade de vocalizar seus pensamentos e idéias, ouvir outras opiniões por conta própria e, às vezes, ver suas opiniões incorporadas ao circo social. Esse processo valoriza os jovens que, por sua vez, percebem a importância de seu conhecimento. Assim, segue uma transformação: uma vez que se vê como incapaz e inadequado, a juventude, através do Círculo, torna-se um ser confiante e consciente, com aumento da autoestima e autoconsciência.